# Паскал Роже
Паскал Роже (фр. Pascal Rogé; Париз, 6. април 1951) француски је пијаниста. Препознатљив је по својим извођењима клавирских композиција Клода Дебисија, Ерика Сатија, Камија Сен-Санса, Габријела Фореа и Мориса Равела

## Биографија
Роже је дебитовао 1960. године изводећи Прелудијуме Клода Дебисија. Освојио је прво место за клавир и камерну музику на Париском конзерваторијуму, те је неколико година учио код Џулијуса Кечина. Са седамнаест година започео је своје клавирске рецитале у европским престоницама (Лондон, Париз) а потпосио је и уговор са издавачком кућом Дека. Препознатљив је по извођењу француских композитора попт Дебисија, Фореа, Равела, Сатија, Сен-Санса. Наступао је и са камерним оркестрима и музичарима Пјером Амојалом и Мишелом Порталом.